# Любять
Любять — деревня в Палкинском районе Псковской области России. Входит в состав Палкинской волости.

## География
Деревня находится в западной части Псковской области, в зоне хвойно-широколиственных лесов, к югу от реки Щепец, на расстоянии примерно 12 километров (по прямой) к северо-западу от Палкина, административного центра района.

### Климат
Климат характеризуется как умеренно континентальный, влажный. Средняя многолетняя температура самого холодного месяца (января) составляет −7 °С, средняя температура самого тёплого (июля) — 17°С . Среднегодовое количество осадков — 700—750 мм, из которых большая часть выпадает в тёплый период. Снежный покров держится около 130 дней.

### Часовой пояс
Деревня Любять, как и вся Псковская область, находится в часовой зоне МСК (московское время). Смещение применяемого времени относительно UTC составляет +3:00.

## Население
| 2001 | 2002 | 2010 | 2016 |
| ---- | ---- | ---- | ---- |
| 2    | →2   | ↘0   | →0   |

Согласно результатам переписи 2002 года, в национальной структуре населения русские составляли 100 %.